# Terra de Weimar
A Terra de Weimar ou de Veimar (em alemão:  Weimarer Land) é um distrito (kreis ou landkreis) da Alemanha localizado no estado de Turíngia.

## Cidades e municípios
| Cidades livres                                                | Municípios livres                                                                     |                                                                                   |
| ------------------------------------------------------------- | ------------------------------------------------------------------------------------- | --------------------------------------------------------------------------------- |
| 1. Apolda 2. Bad Berka 3. Bad Sulza 4. Blankenhain 5. Neumark | 1. Am Ettersberg 2. Ballstedt 3. Eberstedt 4. Ettersburg 5. Grammetal 6. Großheringen | 1. Ilmtal-Weinstraße 2. Niedertrebra 3. Obertrebra 4. Rannstedt 5. Schmiedehausen |

| Verwaltungsgemeinschaften                                                                               | Verwaltungsgemeinschaften |
| --- | --- |
| - 1. Kranichfeld 1. Hohenfelden 2. Klettbach 3. Kranichfeld1, 2 4. Nauendorf 5. Rittersdorf 6. Tonndorf | - 2. Mellingen 1. Buchfart 2. Döbritschen 3. Frankendorf 4. Großschwabhausen 5. Hammerstedt 6. Hetschburg 7. Kapellendorf 8. Kiliansroda 9. Kleinschwabhausen 10. Lehnstedt 11. Magdala2 12. Mechelroda 13. Mellingen1 14. Oettern 15. Umpferstedt 16. Vollersroda 17. Wiegendorf |
| 1sede do Verwaltungsgemeinschaft; 2cidade                                                               | |